# Farina d'arròs

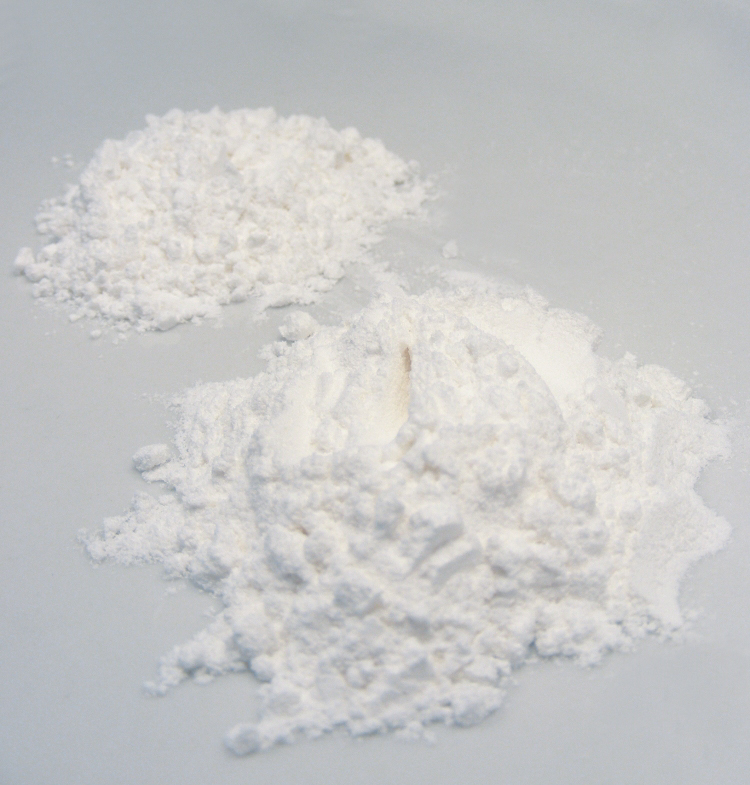
Dos tipus de farina d'arròs.

La farina d'arròs  (també anomenada  mochiko en japonès i  pirinç unu  en turc) és un tipus de farina feta d'arròs molt finament.
La farina d'arròs pot fer-se bé d'arròs blanc o integral. Per fer la farina, es treu la pellofa i s'obté així l'arròs cru, que es mol per obtenir arròs en pols o farina d'arròs. La farina s'usa per fer algunes receptes, o es barreja amb farina de blat, mill o altres cereals per elaborar altres. De vegades se li afegeix fruita seca o verdura deshidratada per aportar sabor i més nutrients. La farina d'arròs és un substitut particularment bo de la farina de blat per als qui pateixen intolerància al gluten.
Hi ha molts plats que s'elaboren amb farina d'arròs, incloent els fideus d'arròs i postres com el mochi japonès i el  cascaron  filipí.